# Axinidris luhya
Axinidris luhya es una especie de hormiga del género Axinidris, familia Formicidae. Fue descrita científicamente por Snelling en 2007.
Se distribuye por Gabón y Kenia. Se ha encontrado a elevaciones de hasta 1550 metros. Vive en microhábitats como la maleza y el dosel arbóreo.